# Bartolomeu de San Concordio

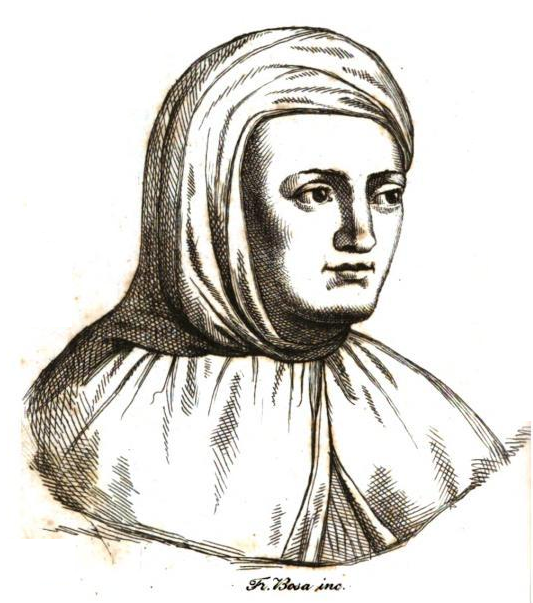
Bartolomeu de San Concordio

Bartolomeu de San Concordio (c. 1260 em San Concordia, perto de Pisa – 11 de junho de 1347 em Pisa) foi um canonista dominicano italiano e homem de letras. Ele foi o autor da Summa de casibus conscientiae (1338) e do Ammaestramenti degli antichi.

## Vida
Bartolomeu entrou na Ordem Dominicana em 1277, estudou em Pisa, Bolonha e Paris e ensinou em Lucca, Florença e Pisa. Ele foi nomeado leitor do studium particularis theologiae em Santa Maria sopra Minerva em 1299,  que surgiu do studium provinciale em Santa Sabina em 1288, e que foi o precursor do Colégio de São Tomás no convento de Minerva, e Pontifícia Universidade de São Tomás de Aquino, Angelicum. 
Um pregador de renome, Bartolomeo era tão erudito quanto devoto, tão habilidoso em latim e poesia toscana quanto versado em direito canônico e civil. Ele é chamado de "Pisana", "Pisanella", "Bartholomaea" e "Magistruccia".

## Obras
Sua fama repousa principalmente em sua "Summa de Casibus Conscientiae" organizada alfabeticamente. A base deste trabalho foi uma "Summa Confessorum" de John Rumsik, O.P., Leitor de Freiburg (falecido em 1314). Bartolomeu organizou o tópico de Rumsik em ordem alfabética e acrescentou material sobre direito canônico. 
O tratado de Bartolomeu era claro e conciso, e estava de acordo com as novas leis e cânones de seu tempo. Evidentemente um resumo altamente útil, foi muito popular e muito usado durante os séculos XIV e XV, e foi um dos primeiros livros escritos por alguns dos primeiros impressores da Alemanha, França e Itália. Nicolau de Osimo, O.M., adicionou um suplemento em 1444, que também apareceu em muitas edições. Outros também incorporaram o trabalho em manuais posteriores, notadamente James of Ascoli, O.M., 1464, e Ange de Clavasio, O.M., em sua "Summa Angelica".
Além de vários MSS. sobre assuntos morais e literários, seus trabalhos incluem "De documentis antiquorum", editado por Albertus Clarius, O.P. (Tarvisi, 1601) em 8 vo. O mesmo tratado em vernáculo, "Ammaestramenti degli antichi" (Florença, 1662), passou a ser considerado um clássico toscano.